# Llengua amorrita
|  | Aquest article tracta sobre la llengua amorrita. Si cerqueu el poble amorrita, vegeu «Amorrites». |

|  | No s'ha de confondre amb Llengua ammonita. |

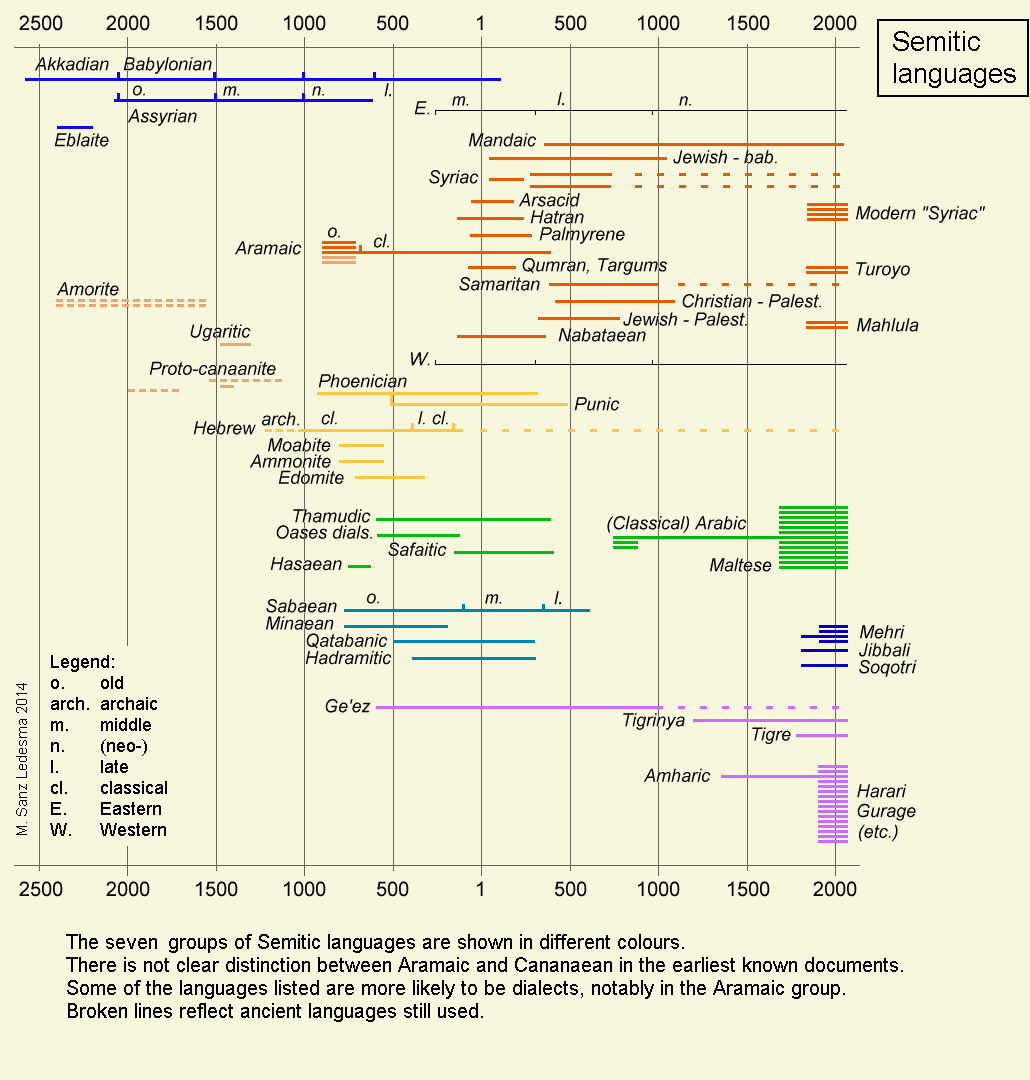
Cronologia de les llengües semítiques

La llengua amorrita és una llengua semítica parlada pel poble amorrita que vivia a l'alta i baixa Mesopotàmia (equivalent de la Síria actual) entre finals del 3r mil·lenni aC fins i principis del 2n mil·lenni aC.
Aquesta llengua està força marcada per arcaismes, com ho demostra el seu sistema fonològic, i un nombre d'isoglosses amb l'accadi. La freqüència de certs paral·lelismes i la proximitat del seu lèxic amb l'hebreu, l'arameu o l'ugarític fan, amb tota probabilitat, que l'amorrita sigui una llengua cananea.

Per G. Garbini, aquest és un llenguatge estructuralment nou en el qual veu: 
| « | ...una espècie de modernització d'un llenguatge de tipus eblaïta. Això vol dir que, si els amorreus conquerien noves terres i ciutats, altres llengües podien acceptar la mateixa modernització sense perdre gran part de la seva pròpia identitat: això és el que he anomenat «amorritizació». | » |

Es coneix exclusivament a partir dels noms propis no accadis registrats pels escribes accadis durant períodes de govern amorrita a Babilònia (al final del 3r i el començament del 2n mil·lenni aC), en particular de Mari, i en menor mesura Alalakh, Tell Harmal i Khafajah. A vegades, aquests noms també es troben en els textos egipcis primerencs i un topònim, «Sənīr» (שְׂנִיר) per al mont Hermon, es coneix a partir de la Bíblia (Deuteronomi 3: 9).
Les característiques més notables d'aquesta llengua inclouen:
- Es troba la distinció habitual del pretèrit imperfet/pretèrit perfect del semític nord-occidental: Yantin-Dagan (ntn), 'Dagó dona'; Rasa-Dagan (rṣy), 'Dagó estava content'.
- S'inclou el sufix [-a] en la tercera persona (a diferència de l'accadi o l'hebreu)
- S'inclou una vocal imperfecta, [a-], com en l'àrab en lloc de la [-i-] de l'hebreu i l'arameu.
- Hi havia una forma verbal amb una segona consonant geminada: Yabanni-Il (arrel bny), 'Déu crea'.
- En diversos casos, l'amorrita compta amb la [š] de l'accadi.
- Com l'hebreu i l'àrab, l'amorrita té [h] per [hu] 'seu', [-haa] 'ella', i el causatiu [h-] o [ '-].[2]
- La primera persona del perfet és [-ti] (per al singular) i [-nu] (per al plural), com les llengües canaanites.

## Descripció històrica
La paraula accàdia amurrum o el seu equivalent sumeri MAR.TU, segons algunes fonts mesopotàmiques, es va utilitzar per va designar «les terres de l'Occident», per nomenar a tots els pobles semites seminòmades que llavors ocupaven la vasta regió situada a l'oest de l'Eufrates. Una de les primeres mencions d'aquests amurrû / MAR.TU es remunta al regnat de Xar-Kali-Xarri (2217-2193 aC), fill de Naram-Sin, que els va haver de fer front prop del mont Basar (l’actualment Ğebel Bišri) mentre penetrava encara més als territoris occidentals.

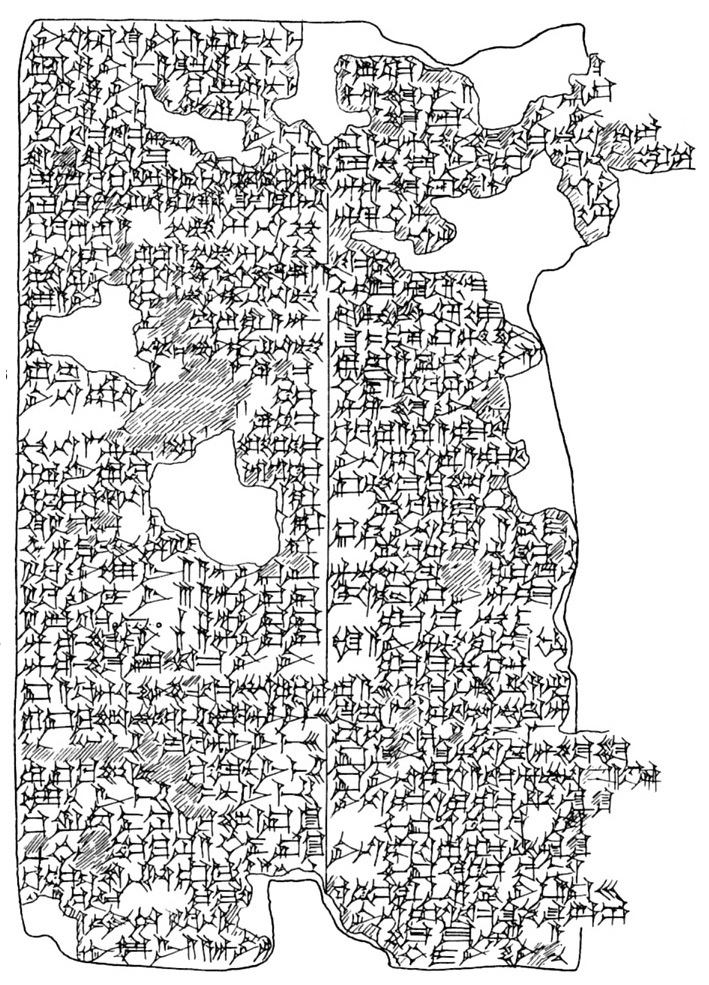
Tableta CBS 14061 que evoca als amorrites

Tot i l'opinió molt negativa dels sedentaris de Mesopotàmia, que els va veure com «un poble-plaga, amb instints d'animals salvatges», un nombre significatiu d'amorreus van ser capaços d'assimilar-se i fins i tot ocupar llocs importants en el funcionament de l'administració de les ciutats mesopotàmiques. Amb la desorganització política que va seguir la caiguda de la tercera dinastia d'Ur, cap a l'any 2004 aC, alguns líders tribals i especialment alguns d'aquests alts funcionaris amorreus, entre els quals cal esmentar Naplānum (2025-2005 aC) que es va convertir en rei de Larsa el 2025 aC, aprofitant la caiguda dels voltants, van donar forma a petits regnes a partir les ruïnes de l'imperi de Sumer i Accad. Més tard, al segle xviii aC, un altre amorreu, Hammurabi de Babilònia, va ennoblir aquests antics nòmades, fundant el 1792 aC la primera dinastia de Babilònia que va estendre la seva influència molt més enllà de les fronteres del Tigris i l'Eufrates.
Per tant, els amorreus es van assimilar perfectament entre la població mesopotàmica adoptant totalment el seu estil de vida i el seu llenguatge, conservant només els seus noms pròpis. Aquests antropònims, generalment formats per frases curtes, estan presents qualsevol documentació escrita, les úniques restes que han sobreviscut a partir de la llengua original d'aquest antic poble d'«Occident». Encara que lacònica, aquesta documentació revela una llengua que pertany a la família semítica separada de l'accadi, encara que testificada fonològicament com mig accadi, i semblant a la branca «occidental» a la qual pertanyen entre d'altres l'hebreu, l'arameu, el feníci o l'ugarític.
El primer que es va interessar en els problemes de l'antroponímia amorrita va ser sens dubte F. Hommel (1854-1936), que en 1897 va enllaçar paral·lelament certs noms canaaneus amb els seus equivalents en hebreu. Més tard, el 1926, T. Bauer (1896-1957) va dur a terme una revisió sistemàtica de material onomàstic i va preparar el camí a I. Gelb (1907-1985) que va marcar un punt d'inflexió amb la seva obra. Després de reprendre i completar el corpus, aquest últim va tenir la idea d'utilitzar els seus mitjans informàtics per analitzar-lo. El 1980, va publicar les seves troballes en el seu monumental «Computer Aided Analysis of Amorite» (Anàlisis assistit per ordinador de l'amorrita). Posteriorment, gràcies en particular dels treballs d'E. Knudsen, el nostre coneixement d'aquesta llengua han seguit augmentant.

## Els problemes de grafia
El coneixement de l'amorrita en basa sobre l'estudi dels noms que es van mantenir principalment en els textos mesopotàmics, però l'ús de l'escriptura cuneïforme emprada en aquests documents planteja una sèrie de problemes per a la restitució de l'amorrita.
De fet, el sistema gràfic desenvolupat pels sumeris per al seu propi idioma (no semític) no és adequat per a la transcripció exacta del sistema fonològic semita. Si per l'accadi la desaparició de certs fonemes sota la influència del sumeri havia resolt en part el problema, no va ser el mateix per l'amorrita perquè la seva fonologia més rica havia conservat gran part de les emfàtiques, laringals, dentals o sibilants, desconegudes en el sumeri. Per superar aquests inconvenients, els escribes mesopotàmics van utilitzar sovint el seu enginy, usant proximitats sonores, fent cas omís de certes característiques o preferint la ideografía abans de transcriure estrictament els sons de la llengua.
Sense entrar en els detalls d'aquests processos, podem entendre com un sistema d'escriptura pot ser un obstacle difícil de superar per a qui vulgui estudiar el llenguatge subjacent. És per això que només un estudi acurat dels hàbits ortogràfics dels escribes pot permetre el luxe de considerar una fidel reconstrucció de la fonologia i legítimament emprendre l'estudi del sistema lingüísitic.

## El sistema fonològic

### El sistema vocàlic
El sistema vocàlic de l'amorrita reconeix les vocals [a], [i] i [o], i les formes llargues [ā], [ē], [ī], [ō] i [ū]. Algunes d'aquests vocals coneixen algunes mutuacions contextuals, com el pas de [i] a [e] en la síl·laba tancada o abans d'una [l] final, o la transició de [a] a [e] en la frontera de la paraula o del morfema. De la mateixa manera, la [a] del semític comú es manté en l'amorrita, com en l'ugarític i l'arameu, quan es converteix en [ō] en el fenici i l'hebreu. No és estrany d'observar de vegades en l'escriptura fenòmens d'elisió de vocals en síl·labes obertes, com aq-rum-DINGIR en lloc de ia-qar-DINGIR.
L'existència dels diftongs [aw] i [ay] segueix sent un tema àmpliament debatut en la mesura que aquestes no apareixen clarament en l'escriptura. És difícil fer comentaris sobre la naturalesa del fonema transcrit al grafema U que ens remet indiferentment al diftong [aw] o a la vocal llarga [ō]. El problema és idèntic amb [ay], que és generalment es converteix en la vocal [ē]: a-bi-ḫi-il = abī-ḫel. No obstant això, el diftong etimològic [*ay] es conserva davant de [y]: ḫa-ia-tum = ḥayyatu, de la mateixa manera que el diftong llarg [āy] que es troba a la formació de nisbés sembla indiscutible.
Finalment, cal assenyalar el pas característic en amorrita de la semivocalització [w] a [y] en posició inicial: ia-qar-DINGIR = yaqar-El. D'altra banda, sense ser capaços de proporcionar evidència directa del corpus, és probable que va existir un pas de [ia] a [ê], si suposem que aquest mateix fenomen, observat en l'accadi de Mari, és el fet d'una influència lingüística de l'amorrita sobre l'accadi de Mari.

### El sistema consonàntic
La determinació del sistema consonàntic de l'amorrita és difícil d'establir a causa de la inadequació del sistema gràfic. La correspondència signe / fonema no sempre és apreciable en la mesura que un signe cuneïforme cobreix sovint molts fonemes alhora.
A més, quan l'ambigüitat no resideix en la polifonia d'un signe, res pot donar fe de l'estricta igualtat entre el fonema representat per un signe amb el fonema real que pretén transcriure. Considerar aquestes distorsions obliga necessàriament distingir entre els fonemes consonàntics que són autentificats de manera inequívoca (com [b], [g], [d], [ḏ], [ṭ], [k], [l], [m], [n], [p], [q], [r], [ś], [š], [t]) d'aquells que són poc fiables ([’], [h], [z], [ḥ], [s], [‘], [ṣ]) transcrits per signes cuneïformes polifònics. Els fonemes [ġ], [ḍ], [ṯ], [ḫ] encara són difícils de classificar.
Algunes d'aquestes consonants experimenten diversos canvis condicionats pel context, entre els quals destaca l'apòcope de ['] en la posició inicial.

## Morfologia

### El sistema pronominal
Igual que les altres llengües semítiques, l'amorrita sembla tenir dos sistemes de pronoms personals: un d'independent i l'altre sufix.

#### El pronom independent
Quant als pronoms independents, l'amorrita té dos al·lomorfs de la primera persona del singular: anā i anāku : 
- a-na-ma-DINGIR
- a-na-ku-DINGIR-lam

És més difícil tenir una idea clara de la naturalesa de la tercera persona. Si les formes šū i šī, comparables als trobats en accadi per al masculí i el femení singular, son realment verificades en šu-ḫa-am-mu = šū-‛ammu i ši-ma-li-ki = šī-maliki, no hi ha evidència que són en realitat el resultat d'una influència de l'accadi. També cal destacar l'existència d'un pronom demostratiu en [ḏū].

#### El pronom sufix
El pronom sufix també té dos al·lomorfs per la primera persona del singular, mitjançant una forma [-ī] després de consonant i després de noms en forma nominativa, i una forma [-ya] col·locada després de qualsevol vocal o després de la semivocal [y].
- a-bi-dDagan = ’Abī-Dagan	 «El meu pare és Dagó»
- bi-in-i-li-ya = Bin-’iliya	 «El fill de déu»

L'ortografia del sufix de la tercera persona utilitza, de manera sistemàtica, les grafies [Cu-u₂] per al masculí i [Ca-a] per al femení, que deixen respectivament suposar les formes pronominals en [-hū] i [-hā]:
- i-la-kab-ka-bu-u₂ = El kabkab-uhū 	«Ella és la seva estrella»

No obstant això, E. Knudsen proposa, en virtut del que ell anomena «formació mirall», una reconstrucció de la forma d'aquests pronoms [-uhū] i [ahā]: «ja que no hi ha distincions dels casos que estan involucrats, sembla preferible una anàlisi com una formació mirall [-uhū] i [ahā]».
És interessant assenyalar aquí la possible coexistència d'un pronom independent de tercera persona en [šū] i [šī] a condició de reconèixer la naturalesa autòctona, juntament amb una forma de sufix aspirat.

### El sistema nominal

#### La mimació
És difícil fer comentaris sobre la situació de la mimació (terminació dels noms en [-m], com l'antic accàdi) en l'amorrita, en la mesura on el seu ús presenta nombroses irregularitats. Només és possible veure la freqüència relativa del seu ús al final de paraules aïllades i la seva raresa al final o enmig dels noms compostos.

#### El sistema de casos
Està ben documentada l'existència d'una declinació dels substantius. No obstant això, si ens trobem amb moltes ocurrències de substantius al nominatiu, no és el mateix per a les formes obliqües de l'acusatiu que són poc freqüents en el corpus. Des d'un punt de vista morfològic, el sistema és idèntic a del accàdi:
- Nominatiu :	a-ta-am-ru-um = ’Atamrum
- Accusatiu :	a-ta-am-ra-am = ’Atamram
- Genitiu :	a-ta-am-ri-im = ’Atamrim

#### Sufixos de formacions nominals
De la mateixa manera que l'antic accàdi o l'eblaïta, l'amorrita coneix un sufix predicatiu en [-a], trobat per exemple en zu-ra-DINGIR = ṯūra-El (El és una roca) o en el nom del rei am-mi-za-du-ga = ‘Ammī-ṣaduqa (El meu oncle és just). El seu ús sembla opcional, ja que alguns substantius, sens dubte, construïts en forma predicativa, no l'utilitzen: ia-ḫa-ad-DINGIR = yaḥad-El.
D'altra banda, com il·lustra clarament la formació del nom diví ilā (El) a partir del substantiu ilu (déu), l'amorrita utilitza la terminació [-ā] per formar un nom pròpi a partir d'un nom comú, semblant al que fa l'hebreu amb els mateixos propòsits amb la terminació [-ō].
D'altra banda, el gentilici ia-mu-ut-ba-la-i = yamut-ba‘āy, format a partir del nom geogràfic Yamut-ba'l, mostra que l'amorrita, de la mateixa manera que ho fa l'arameu, forma els seus nisbés a través de la terminació [-āy].

### El sistema verbal

#### Els aspectes verbals
Així com l'accàdi, l'amorrita té un pretèrit construït per prefixació, a diferència de la formació tradicional coneguda en altres idiomes de la zona del semític occidental, que en el seu lloc utilitzen un sistema que oposa formes amb prefixos i sufixos per distingir les formes perfetes de les imperfetes.
Des d'un punt de vista estrictament semàntic, el passat amorrita sembla tenir el valor perfectiu. Lamentablement, no és el cas per a la determinació de la naturalesa de l'imperfectiu perquè, fins a la data, el corpus en el nostre poder no confirma la seva existència. No obstant això, és possible certificar la presència del perfect, participi i imperatiu.
Però tingueu en compte que, a diferència de l'hebreu o l'ugarític, la amorrita va construir el seu imperatiu en tercera persona masculina utilitzant, com l'accàdi, el prefix [la-].
- Passat simple :	ia-am-li-ik-DINGIR
- Perfet :	ma-la-ak-ì-lì
  - ma-la-ku-il
- Imperatiu :	la-am-li-ik

#### El sistema derivatiu
Entre les formes verbals acreditades en el corpus dels antropònims amorrites, només el tema del Hiphil es confirma al llarg de la forma bàsica Qal (tema G). No obstant això, l'existència d'un Niphal (tema N) o un Piel (tema D), així com les formes compostes a través de l'infix [-ta-], són més difícils de posar en relleu.
Recordeu que a diferència de l'accàdi, l'amorrita no sembla posseir el tema en Š.
- Qal :	ba-ta-aḫ-rum
- Piel :	mu-sa-li-nu
- Hiphil :	Pret.	ia-ki-in-dIM
- Partc. Act.	me-ki-nu-um
- Niphal :	na-am-si-e-dIM

#### Els verbs febles
Els verbs febles estan representats en gran manera. Es poden trobar així la classe dels verbs primae w i y, que es poden trobar per exemple en el temps passat per i-ba-al i en el perfet ia-ba-al; la classe dels primae n, representats en el pretèrit ia-an-ti-in; les secundae w i y, que es poden reconèixer en el pretèrit ia-šu-ub-DINGIR, el perfet ša-bi-DINGIR, o l'imperatiu šu-ub-di-la; i la classe de les tertiae w i y, repressentades al pretèrit amb a-ab-ni-dDagan, així com el participi actiu amb ba-ni-me-el.

### Les partícules
El coneixement de les partícules de l'amorrita és relativament limitada a causa de la seva absència en les composicions onomàstiques. Entre les que han estat verificades, l'adverbi taḥtun (baix) es troba dues vegades en el corpus, però mereix la nostra atenció en la mesura que trobarem el possible sufix [-n] utilitzat en ugarític i en les llengües sud-aràbigues després d'una preposició.